# Sankt Wolfgang im Salzkammergut
Sankt Wolfgang im Salzkammergut (även: Sankt Wolfgang) är en köpingskommun i distriktet Gmunden i förbundslandet Oberösterreich i Österrike. Kommunen ligger i Salzkammergut och har 2 897 invånare (2024).
Orten är berömd för värdshuset Vita Hästen och operetten med samma namn som utspelar sig där. Dess kompositör, Ralph Benatzky, ligger begravd här. I Sankt Wolfgang im Salzkammergut finns också en meterspårig kuggstångsbana upp till Schafberg (1 782 meter över havet). Banan trafikeras med ånglok och motorvagnar.
Kommunen består av tolv orter (Ortschaften) (inom parentes invånarantal 1 januari 2024): Huvudort är Markt. 

- Aschau (34)
- Au (378)
- Bürglstein (3)
- Graben (183)
- Mönichsreith (95)
- Radau (338)
- Rußbach (321)
- Markt (598)
- Schwarzenbach (213)
- Weinbach (339)
- Windhag (214)
- Wirling (181)